# Семенина Володимир
Володимир Семенина (* 14 жовтня 1902, с. Біла — † 25 вересня 1993, Гемптон (Нью Джерсі)) — громадський діяч у США, журналіст і перекладач, за фахом інженер.

## Життєпис
Володимир Семенина народився 14 жовтня 1902 року в селі Біла поблизу Тернополя. У дев'ятирічному віці переїхав з матір'ю та сестрою до Бостона, де у 1920 році закінчив середню школу та почав вивчати техніку в Північно-Східному університеті. Півтора року провів у Гондурасі, після чого повернувся до США і закінчив технічну освіту. У 1926 — 1927 роках вивчав біологію та хімію у Гарвардському університеті.
З 1927 року працював будівельним креслярем у фірмі «Нью Стендерд Еркрефт». Після банкрутства фірми в 1933 році став обіймав посаду спеціаліста зі сталевих структур у компанії «Бриз». За його проектами були виготовлені деталі для військових кораблів та прилад для контролю револьверів.
У 1946—51 Семенина працював над проектом для обробки текстилю, далі працював над розробкою катапульт для авіаносців у фірмі «Пауер Дженерейторс». З 1953 до 1959 року та в 1964—67 роках працював з поліестровими плівками у фірмі «ДюПонт». З 1959 до 1964 року працював у фірмі «Гайдрометік», де проектував спеціальні вентилі для атомних підводних човнів та міжконтинентальні кабелі на замовлення НАСА.
У 1969 році вийшов на пенсію, і до своєї смерті проживав у місті Гемптон, штат Нью-Джерсі.
Помер 25 вересня 1993 року, похований на цвинтарі святого Андрія у місті Саут-Баунд-Брук.

## Громадська діяльність
Володимир Семенина брав активну участь у діяльності українських організацій США. Семенина був членом Товариства Українських Професіоналістів та Ліги Української Молоді Північної Америки, на форумах яких часто проголошував доповіді на літературознавчі та професійні теми. Був пресовим референтом Ліги Української Молоді та головував на її другому конгресі в Нью-Йорку 1934 року. Також був членом відділу Українського Народного Союзу в Нью-Йорку
З 1933 працював в «Українському Тижневику» й інших українських газетах і журналах.

## Переклади
Вільно володіючи українською та англійською мовами, Володимир Семенина переклав англійською твори багатьох українських письменників. Першою його великою роботою був переклад поеми «Журавлі» Богдана Лепкого. Перекладав англійською мовою вірші Тараса Шевченка, поеми Івана Франка (у тому числі «Мойсей», видану окремим виданням 1938 року). Також друкував в «Українському Тижневику» свої переклади творів Івана Котляревського, Осипа-Юрія Федьковича, Степана Руданського, Степана Васильченка, Леоніда Глібова, Олександра Олеся, Василя Стефаника та Уляни Кравченко.